# ГАЕС Янгху
ГАЕС Янгху (羊湖抽水蓄能电站) — гідроакумулювальна електростанція на заході Китаю у провінції Тибет. 
Для створення гідроакумулювальної схеми використали перепад висот між річкою Ярлунг-Зангбо (верхня течія Брахмапутри), та розташованим на її правобережжі безстічним озером Ямжжо-Юмцо. Останнє має об’єм у 15 млрд м3, з яких 1,9 млрд м3 можуть використовуватись для забезпечення роботи станці (коливання рівня поверхні між позначками 4437 та 4450,5 метра НРМ).
Від озера у напрямку долини Ярлунг-Зангбо прокладено дериваційний тунель довжиною 5,9 км з діаметром 2,5 метра, який переходить у напірний водовід довжиною 3,1 км з діаметром від 2,5 до 2,1 метра. В системі також працює вирівнювальний резервуар, котрий складається із камери висотою 18 метрів з діаметром 11 метрів та з’єднувальної шахти висотою 54 метри з діаметром 2,5 метра.
У 1997-1998 роках на станції запустили чотири оборотні турбіни потужністю по 22,5 МВт, які в літній період провадять закачування води до озера. Взимку накопичений ресурс споживають для виробництва електроенергії, при цьому його також використовує введена в експлуатацію у першій половині 2000-х одна турбіна типу Пелтон потужністю 22,5 МВт. В своїй роботі станція використовує напір у 841 метр.
Зв’язок із енергосистемою відбувається по ЛЕП, розрахованій на роботу під напругою 110 кВ.
Під час будівництва здійснили виїмку 0,7 млн м3 породи (в тому числі 0,1 млн м3 у підземних спорудах) та використали 140 тис м3 бетону.